# Qinghe (köpinghuvudort i Kina, Jilin Sheng, lat 41,44, long 125,93)
Qinghe är en köpinghuvudort i Kina. Den ligger i provinsen Jilin, i den nordöstra delen av landet, omkring 280 kilometer söder om provinshuvudstaden Changchun. Antalet invånare är 23 934. Befolkningen består av 11 889 kvinnor och 12 045 män. Barn under 15 år utgör 13,0 %, vuxna 15-64 år 79 %, och äldre över 65 år 7,0 %.
Runt Qinghe är det ganska tätbefolkat, med 60 invånare per kvadratkilometer. Qinghe är det största samhället i trakten. I omgivningarna runt Qinghe växer i huvudsak blandskog.
Genomsnittlig årsnederbörd är 1 244 millimeter. Den regnigaste månaden är juli, med i genomsnitt 394 mm nederbörd, och den torraste är januari, med 9 mm nederbörd.